# عين البيضا (قرية)

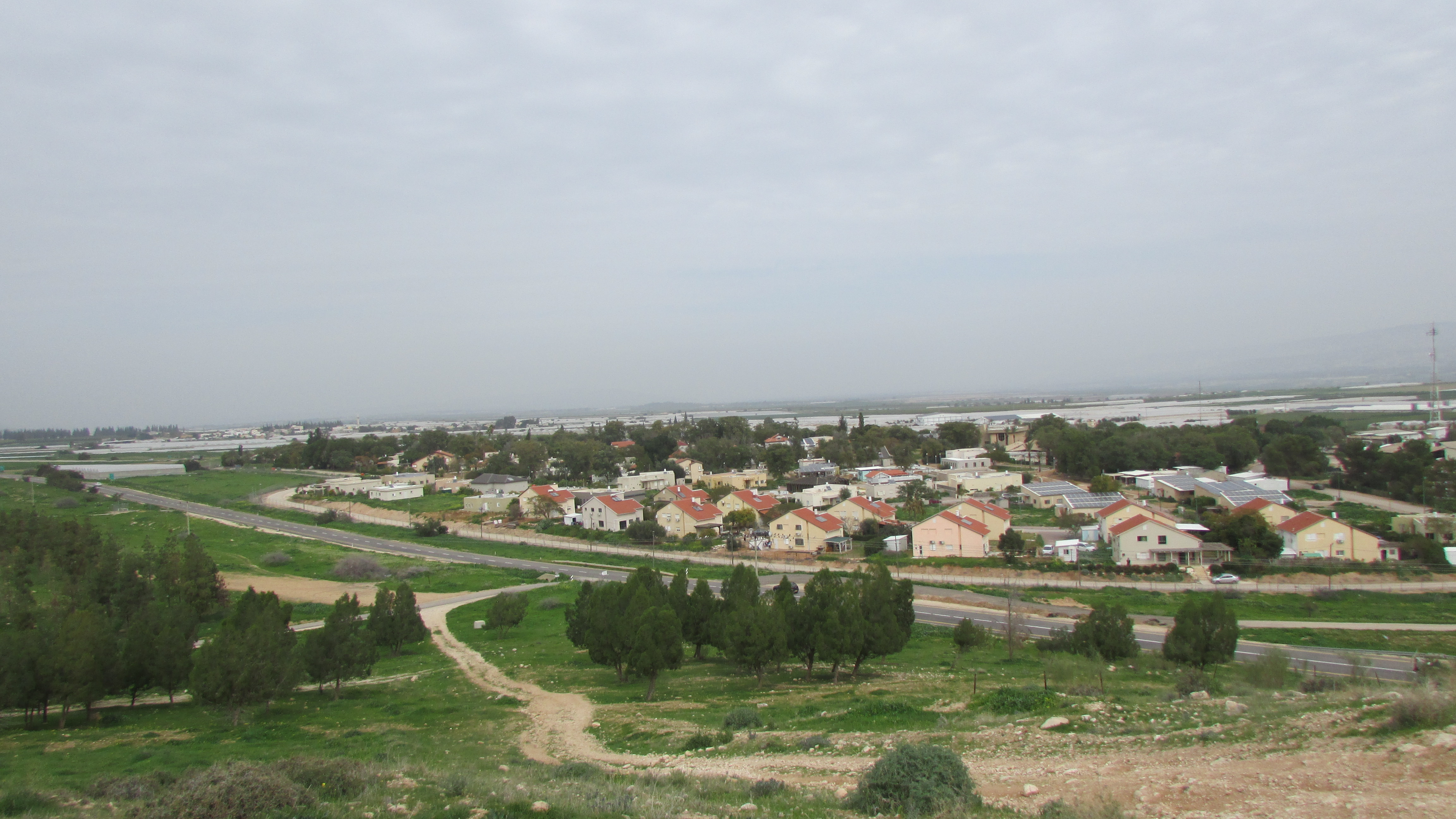
عين البيضاء في طوباس

عين البيضاء  هي قرية فلسطينية تقع في محافظة طوباس في شمال شرق الضفة الغربية، بالقرب من نهر الأردن. يبلغ عدد سكانها حوالي 1138، ومن القرى التي أُحتلت في حرب 1967.

## تاريخها
تدل الأثار المكتشفة في القرية، وهي قطع من السيراميك التي تعود إلى العصر البيزنطي.
في أعقاب الحرب العربية الإسرائيلية عام 1948، وبعد اتفاقيات الهدنة عام 1949، أصبحت عين البيضا تحت الحكم الأردني. أعيد تأسيس عين البيضا في عام 1952 من قبل المزارعين العرب الذين ينتمون إلى عائلتي فقها وضراغمة من مدينة طوباس المجاورة والذين كانوا يمتلكون مزارع في المنطقة وقرروا إنشاء قرية. سميت القرية على اسم نبع كبير في المنطقة، عين البيضا ، والذي كان يستخدم في السابق لري الأراضي المجاورة. في تعداد الأردن عام 1961 بلغ عدد سكان عين البيضا 573 نسمة.

## بعد عام 1967
منذ حرب الأيام الستة عام 1967، خضعت قرية عين البيضا للاحتلال الإسرائيلي. كما جف النبع القريب الذي كان يعتمد عليه بعض المزارعين في الحصول على المياه بعد أن قامت شركة المياه الإسرائيلية "ميكوروت" بحفر بئر بالقرب منه لتزويد مستوطنة "ميحولا" الإسرائيلية بالمياه.

## الجغرافيا والمناخ
تقع قرية عين البيضا على بعد 15كم من الجهة الشمالية الشرقية من محافظة طوباس ويفصلها عنها حاجز دائم يسمى بحاجز تياسير، تجثم على أراضيها المصادرة مستوطنة محولا” ويحدها من الشمال بيسان والخط الأخضر (خط الهدنة عام 1949) بينما يحدها من الجنوب تجمع وادي المالح، ومن الشرق نهر الأردن، ومن الغرب بردلة وجبال جباريس. ويبلغ عدد سكانها حاليًا 3000 نسمة. تبلغ مساحة القرية الإجمالية 15 ألف دونم، وتشكل ما نسبته 3% من إجمالي أراضي محافظة طوباس. وتبلغ المساحة المبنية 480 دونماً، بينما تبلغ مساحة الأراضي الزراعية أو المزروعة 8500 دونم. تصنف الأراضي فيها بمناطق ب ومناطق ج ولا يوجد فيها ما يصنف بمناطق أ.
تتميز عين البيضا بالطقس الدافئ، مع صيف حار وجاف وشتاء بارد وجاف. متوسط هطول الأمطار في القرية 275 ملم. متوسط درجة الحرارة السنوية 21-22 درجة مئوية ومعدل الرطوبة 55٪.

## التركيبة السكانية
بلغ عدد سكان عين البيضاء 573 نسمة في عام 1961، وارتفع إلى 791 نسمة في عام 1997. حسب تعداد أجراه الجهاز المركزي للإحصاء الفلسطيني في ذلك العام، بلغ عدد الذكور 398 وعدد الإناث 393. كشف التعداد السكاني أيضًا أن 42.9% من السكان كانوا أصغر من 15 عامًا، و54.1% تتراوح أعمارهم بين 15 و64 عامًا، و3% فوق سن 64 عامًا. في عام 2006، بلغ عدد سكان عين البيضاء 1,048 نسمة، ووصل إلى 1,138 نسمة بحلول عام 2017. تمثل عائلة فقها حوالي 80% من سكان القرية بينما تمثل عائلة دراغمة حوالي 20%.

## المجلس القروي
في عام 1996، تم تأسيس مجلس قروي لإدارة عين البيضا. ويتكون المجلس من 7 أعضاء بما فيهم رئيس، ويجري انتخابات كل أربع سنوات. تشمل مسؤوليات المجلس الإدارة والتخطيط والتطوير والخدمات الاجتماعية وصيانة البنية التحتية والمرافق.

## انتهاكات الاحتلال
تتعرض القرية إلى ضغوطات من الجيش والمستوطنيين بشكل دائم وممنهج  لتهجير قسري وتدمير المصادر الاقتصادية لسكان عين البيضا القرية الحدودية. كما تعاني العائلات من سلسلة انتهاكات متواصلة من قبل الاحتلال الإسرائيلي والمستوطنين، تشمل تدمير مزارعهم وحرمانهم من الوصول إليها، وحرق مواد غذائية للحيوانات مما أدى إلى نفوق العديد منها. كما فقدت عائلة فقها 25 رأسًا من الأبقار بسبب دخولها إلى المعسكر العسكري وعدم السماح بإعادتها.
تتعرض المزرعة لتدمير مستمر، تدريبات عسكرية بالقرب منها، وغرامات مالية قسرية، بالإضافة إلى التهديدات المستمرة من المستوطنين. هذه الانتهاكات تؤدي إلى خسائر اقتصادية فادحة، دفع العديد من السكان إلى ترك التجمع بحثًا عن فرص معيشية أفضل. تهدف هذه السياسات إلى تهجير الفلسطينيين قسرًا وتوسيع المستوطنات غير القانونية، مما ينعكس بشكل كبير على النساء والأطفال في التجمع.